# ستاره‌ای متولد شده‌است (فیلم ۱۹۵۴)
ستاره‌ای متولد شده است (انگلیسی: A Star Is Born) فیلمی در ژانر موزیکال به کارگردانی جرج کیوکر است که در سال ۱۹۵۴ منتشر شد.

## بازیگران
- جودی گارلند
- جیمز میسون
- جک کارسون
- چارلز بیکفورد
- آماندا بلیک
- استارت هولمز
- می مارش
- چارلز هالتون
- دان بدو
- اروینگ بیکن
- اولین هولند
- تامی نونان
- ویلیس بوشی
- گریدی ساتن
- امرسون تریسی

## جوایز
- برنده جایزه گلدن گلوب بهترین بازیگر مرد فیلم موزیکال یا کمدی ۱۹۵۴ (جیمز میسون)
- برنده جایزه گلدن گلوب بهترین بازیگر زن فیلم موزیکال یا کمدی ۱۹۵۴ (جودی گارلند)